# تومويوكي أودا
تومويوكي أودا (باليابانية: 小田智之؛ بالكانا: おだ ともゆき) هو لاعب كرة قاعدة ياباني، ولد في 19 مايو 1979 في هاماماتسو في اليابان.

## وصلات خارجية
- تومويوكي أودا على موقع الدوري الياباني لكرة القاعدة (الإنجليزية)
- تومويوكي أودا على موقعبيزبول رفرنس.كوم (الدوري الثانوي) (الإنجليزية)